# Detrytus (ekologia)

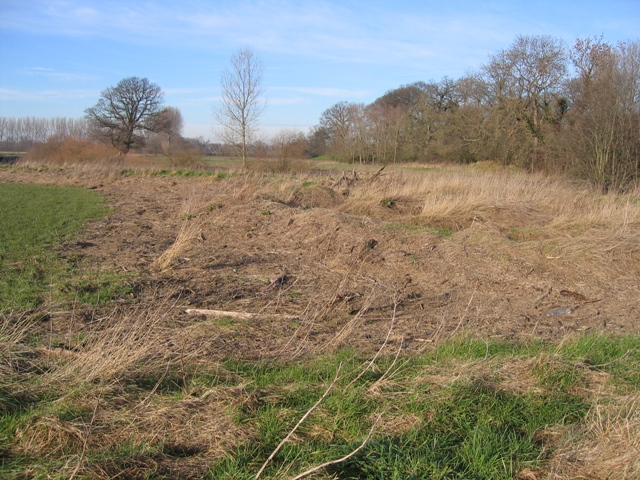
Detrytus w postaci osadów popowodziowych

Detrytus, detryt (łac. detritus – roztarty, rozdrobniony) – drobnoszczątkowa, martwa materia organiczna, martwe szczątki roślin, zwierząt oraz ich odchodów występujące na powierzchni gleby (np. opadłe liście i gałązki w lesie), na dnie zbiorników wodnych lub unoszące się w toni wodnej. Gromadzi się również na drzewach – pochodzi z odchodów i ciał owadów (głównie mrówek) wędrujących po drzewach i budujących na nich gniazda (mrowiska). Stanowi ważne źródło pokarmu dla detrytusożerców. W niektórych ujęciach w skład detrytusu wchodzą również drobne cząstki mineralnego pochodzenia.
Jest częścią łańcucha detrytusowego. W rozkładzie detrytusu uczestniczą bakterie, grzyby oraz detrytusofagi. W wyniku tego rozkładu powstają m.in. związki mineralne (przyswajalne przez rośliny). Mineralizacja przywraca do ekosystemu wiele ważnych pierwiastków.
W zbiornikach wodnych źródłem detrytusu jest roślinność wodna i zwierzęta wodne oraz, głównie allochtoniczna, pochodząca ze zlewni, materia organiczna (np. opadłe liście drzew). W małych ciekach allochtoniczny detrytus stanowi główną bazę pokarmową (rozdrabniacze, filtratory, zbieracze).